# Llorenç Bisbal i Barceló
Llorenç Bisbal i Barceló (Alcúdia, 1876 - Palma, 23 de febrer de 1935) fou un polític mallorquí i destacat líder socialista a l'illa.

## Biografia
D'ofici fou sabater, i fins als 19 anys no aprengué a llegir i escriure, va aprendre quan estava a l'exèrcit. Aleshores entrà en contacte amb les idees socialistes a través de l'obra d'Antonio García Quejido i de Pablo Iglesias. A l'entorn de 1899 ja trobam Bisbal lligat a l'agrupació socialista de Palma. El 1907 escrigué diversos articles sobre els treballadors del calçat sota el pseudònim d'Elebebe. Fou introductor de la UGT a les Illes Balears (1925), i tingué un paper destacat en l'organització del PSOE a Mallorca (en fou un dels fundadors, el 1913). També dirigí el setmanari El Obrero Balear (òrgan d'aquesta federació, fundat el 1901). President de la Federació Socialista Balear i vocal del comitè nacional del PSOE. Regidor de l'Ajuntament de Palma (1917-1922), s'ocupà de l'abastiment de la ciutat. El 1921 es produí l'escissió comunista i perdé la presidència de la Federació de Societats Obreres de Palma.
El 1922 els socialistes recuperaren el control de l'organització i Bisbal tornà a ser elegit president. El 1922-1923 polemitzà amb Joan Monserrat Parets, ja que aquest defensava una aliança amb el Partit Liberal per tal d'aturar el maurisme. Fou novament regidor durant la Segona República Espanyola (1931-1935) i ocupà la batlia des de l'abril fins a l'octubre del 1931. Entre les seves preocupacions com a batle hi havia el problema de la manca de llocs de treball. En aquest període curt dugué a terme una gran activitat social i de mediador en diversos conflictes laborals. Això no impedí fracassos com la vaga al moll (juny del 1931) o les divisions entre les tendències del socialisme que portà a la seva dimissió com a batle. Malgrat això el 1932 fou elegit president de la Federació Socialista Balear però abandonà la direcció per motius de salut poc després.